# Áron Chorin
Áron Chorin (n. 3 august 1766, Hranice, Moravia – d. 24 august 1844, Arad, Transilvania) a fost un rabin evreu, pionier al reformismului evreiesc.

## Biografie
Aron Chorin s-a născut la Hranice, în Moravia. A studiat în școli talmudice (ieșiva) la Nagymarton (azi Mattersburg în Austria) și la Praga. Începând cu anul 1789 devine rabinul șef al comunității evreiești din Arad cu sprijinul rabinului din Praga, Ezekiel
Landau, funcție ce o va deține până la moartea sa.
Rabinul Aron Chorin, om de vastă cultură de orientare iluministă, a introdus reforme în ritualul și tradiția evreiască, printre care: introducerea pentru prima dată la Arad a muzicii de orgă în sinagogă, fiind o premieră în Regatul Ungar, efectuarea rugăciunii cu capul descoperit, reducerea săptămânii de doliu, permisiunea de a călători cu trenul în timpul Sabatului, combinarea meditației religioase cu cea filozofică, exprimarea credinței că evreii trebuie să-i privească pe creștini ca frații lor, schimbări în ordinea desfășurării slujbei religioase, îngaduința de a mânca cega, pește care ar corespunde preceptelor biblice, oficierea ceremoniei de căsătorie în interiorul sinagogii, rostirea rugăciunilor în limba ebraică și germană; aceste practici au fost preluate de comunitatea din Pesta, dar au provocat dispute între conservatori și reformiști.
A ajutat construirea unei sinagogi și a unei școli evreiești în Arad. A avut relații bune cu curtea imperială, iar mărturia acestor bune relații sunt confirmate și consemnate prin vizita la Arad a baronului Orczi, comisar regal, la 17 august 1834, care s-a oprit mai întâi la sinagogă.
Aron Chorin a murit la 24 august 1844, iar la funeraliile sale a luat parte o mare masă de arădeni, indiferent de naționalitate sau confesiune religioasă. După moartea rabinului Aron Chorin, noul rabin, Jacob Steinhardt, a continuat să conducă comunitatea pe drumul reformist inițiat de Aron Chorin.

## Opera
Prin scrierile sale, rabinul Aron Chorin s-a antagonizat față de iudaismul ortodox, cu care a avut un conflict ideologic prelungit.
- 1798 – Imre Noam;
- 1799 – Sirjon Kasksim;
- 1803 – Emek Hashaveh;
- 1803 - Nogah Hatzedek;
- 1839 – Scrisoarea unui rabin african către colegii săi europeni;
- Hilel, scrisă spre sfârșitul vieții.